# Kal Penn
Kal Penn, nome d'arte di Kalpen Suresh Modi (Montclair, 23 aprile 1977), è un attore statunitense.

## Biografia
Nasce a Montclair, nel New Jersey, il 23 aprile 1977 da Suresh Modi, un ingegnere, e da Asmita Modi, una valutatrice di fragranze per una ditta di profumi, ambedue immigrati indiani del gujarat. Studia alla Howell High School e si diploma alla Freehold Township High School. Successivamente si laurea in cinema e sociologia all'Università della California, Los Angeles, dove inoltre studia danza, canto e recitazione.
Il debutto avviene nel cortometraggio Express: Aisle to Glory del 1998, in seguito si fa le ossa ottenendo piccole partecipazioni a numerose serie tv come Sabrina, vita da strega, Buffy l'ammazzavampiri ed E.R. - Medici in prima linea. Nel 2002 si fa notare nella commedia Maial College, nel corso degli anni partecipa a numerose commedie adolescenziali come Fidanzata in prestito, American Trip - Il primo viaggio non si scorda mai e Sballati d'amore.
Nel 2006 ottiene due occasioni importanti, interpreta uno degli scagnozzi di Lex Luthor in Superman Returns di Bryan Singer ed è protagonista de Il destino nel nome - The Namesake di Mira Nair, per il quale rinuncia al ruolo offertogli in Grindhouse - Planet Terror. Dopo essere stato scartato ad un provino per un ruolo ne La fabbrica di cioccolato di Tim Burton, nel 2007 partecipa ad alcuni episodi della serie 24 e al film demenziale Epic Movie. Sempre nel 2007 prende parte al cast della quarta stagione di Dr. House - Medical Division, nel ruolo del Dr. Lawrence Kutner. A seguito della sua entrata nell'entourage del presidente degli Stati Uniti d'America Barack Obama, nel 2009 prende una pausa dalla sua carriera artistica.
Nell'aprile 2009 Penn entra a far parte dell'amministrazione Obama come Associate Director nell'Office of Public Engagement della Casa Bianca.
Nel 2011 partecipa alla settima stagione della serie How I Met Your Mother.
Nel 2016 entra a far parte del cast di Deadbeat 3 stagione e in quello di Designated Survivor, di cui fa anche da consulente, vista la sua reale esperienza alla Casa Bianca.

## Vita privata
Nel 2021 attraverso il suo libro di memorie, Penn ha annunciato di essere omosessuale e di avere un compagno dall'ottobre 2010.

## Filmografia

### Cinema
- Express: Aisle to Glory, regia di Jonathan Buss – cortometraggio (1998)
- Freshmen, regia di Tom Huang (1999)
- American Desi, regia di Piyush Dinker Pandya (2001)
- Hector, regia di Steffen Schlachtenhaufen (2002)
- Maial College (Van Wilder), regia di Walt Becker (2002)
- Badger, regia di Rajshree Ojha (2002)
- Where's the Party Yaar?, regia di Benny Mathews (2003)
- Malibu's Most Wanted - Rapimento a Malibu (Malibu's Most Wanted), regia di John Whitesell (2003)
- Fidanzata in prestito (Love Don't Cost a Thing), regia di Mario Van Peebles (2003)
- Ball & Chain, regia di Shiraz Jafri (2004)
- American Trip - Il primo viaggio non si scorda mai (Harold & Kumar Go to White Castle), regia di Danny Leiner (2004)
- Dancing in Twilight, regia di Bob Roe (2005)
- The Mask 2 (Son of the Mask), regia di Lawrence Guterman (2005)
- Sballati d'amore (A Lot Like Love), regia di Nigel Cole (2005)
- Il potere dei sogni (Sueño), regia di Renée Chabria (2005)
- Il diario di Jack (Man About Town), regia di Mike Binder (2006)
- Bachelor Party Vegas, regia di Eric Bernt (2006)
- Superman Returns, regia di Bryan Singer (2006)
- Il destino nel nome - The Namesake (The Namesake), regia di Mira Nair (2006)
- Conciati per le feste (Deck the Halls), regia di John Whitesell (2006)
- Maial College 2 (Van Wilder 2: The Rise of Taj), regia di Mort Nathan (2006)
- Epic Movie, regia di Jason Friedberg e Aaron Seltzer (2006)
- Harold & Kumar Escape from Guantanamo Bay, regia di Jon Hurwitz e Hayden Schlossberg (2008)
- Harold & Kumar Go to Amsterdam, regia di Jon Hurwitz e Hayden Schlossberg – cortometraggio (2008)
- A Very Harold & Kumar Christmas, regia di Todd Strauss-Schulson (2011)
- Bhopal: A Prayer for Rain, regia di Ravi Kumar (2013)
- Dementamania, regia di Kit Ryan (2013)
- Un Natale speciale a New York (Black Nativity), regia di Kasi Lemmons (2013)
- The Girl in the Photographs, regia di Nick Simon (2015)
- The Sisterhood of Night, regia di Caryn Waechter (2015)
- Un uragano all'improvviso (The Layover), regia di William H. Macy (2017)
- Going Under, regia di Mark e Robb Cullen (2016)
- Speech & Debate, regia di Dan Harris (2017)
- C'era una volta a Los Angeles (Once Upon a Time in Venice), regia di Mark Cullen e Robb Cullen (2017)
- Untitled Horror Movie, regia di Nick Simon (2021)
- Hot Mess Holiday, regia di Jaffar Mahmood (2021)
- Smile, regia di Parker Finn (2022)
- The Underdoggs, regia di Charles Stone III (2024)

### Televisione
- Brookfield, regia di Arvin Brown – film TV (1999)
- Buffy l'ammazzavampiri (Buffy the Vampire Slayer) – serie TV, episodio 4x05 (1999)
- Sabrina, vita da strega (Sabrina, the Teenage Witch) – serie TV, episodio 5x04 (2000)
- Spin City – serie TV, episodio 5x03 (2000)
- Così è la vita (That's Life) – serie TV, episodio 2x01 (2001)
- Angel – serie TV, episodio 3x02 (2001)
- E.R. - Medici in prima linea (ER) – serie TV, episodio 8x02 (2001)
- NYPD - New York Police Department (NYPD Blue) – serie TV, episodio 9x06 (2001)
- The Agency – serie TV, episodio 1x09 (2001)
- Cosmopolitan – film TV, regia di Nisha Ganatra (2003)
- Regarding Ardy – film TV, regia di Andy Samberg, Akiva Schaffer e Jorma Taccone (2003)
- All About the Andersons – serie TV, episodio 1x01 (2003)
- Tru Calling – serie TV, episodio 1x05 (2003)
- Independent Lens – serie TV, 2 episodi (2003-2004)
- Homeland Security – film TV, regia di Daniel Sackheim (2004)
- Awesometown – film TV, regia di Andy Samberg, Akiva Schaffer e Jorma Taccone (2005)
- The Danny Comden Project - film TV, regia di Robert Duncan McNeill (2006)
- The Call – film TV, regia di Michael Spiller (2007)
- 24 – serie TV, 4 episodi (2007)
- Law & Order - Unità vittime speciali (Law & Order: Special Victims Unit) – serie TV, episodio 8x12 (2007)
- Dr. House - Medical Division (House M.D.) – serie TV, 36 episodi (2007-2009) – Lawrence Kutner
- Two Sisters - film TV, regia di Margaret Cho (2008)
- How I Met Your Mother - serie TV, 10 episodi (2011-2014)
- The Big Brain Theory - serie TV, 1 episodio (2013)
- We Are Men - serie TV, 7 episodi (2013)
- Battle Creek – serie TV, 13 episodi (2015)
- Above Average Presents - serie TV, 1 episodio (2013)
- Mack & Moxy - serie TV, episodio 1x08 (2013)
- Deadbeat – serie TV, 13 episodi (2016)
- New Girl – serie TV, 2 episodi (2016)
- Designated Survivor – serie TV, 53 episodi (2016-2019)
- Fancy Nancy Clancy – serie animata, 3 episodi (2018-2021) - voce
- The Big Bang Theory – serie TV, 3 episodi (2019)
- It's Pony – serie animata, 4 episodi (2020) - voce
- Clarice – serie TV, 10 episodi (2021-in corso)
- Mira - Detective reale (Mira, Royal Detective) – serie animata, 10 episodi (2021) - voce
- Nuovo Santa Clause cercasi (The Santa Clauses) - serie TV, 6 episodi (2022)
- American Horror Story - serie TV, 5 episodi (2022)
- Scott Pilgrim - La serie – serie animata, episodio 2 (2023) - voce

## Doppiatori italiani
Nelle versioni in italiano delle opere in cui ha recitato, Kal Penn è stato doppiato da:
- Luigi Ferraro in Maial College, The Mask 2, Maial College 2, Dr. House - Medical Division, The Big Bang Theory, The Underdoggs
- Roberto Gammino in American Trip - Il primo viaggio non si scorda mai, Il diario di Jack, Battle Creek, Clarice, Nuovo Santa Clause cercasi
- Paolo De Santis in Homeland Security - A difesa della nazione, Harold & Kumar - Due amici in fuga, Harold & Kumar - Un Natale da ricordare
- Paolo Vivio in Tru Calling, The Big Picture with Kal Penn
- Davide Lepore in Epic Movie,   Un uragano all'improvviso
- Gabriele Lopez in Fidanzata in prestito, Deadbeat
- Francesco Venditti in Designated Survivor, Smile
- Corrado Conforti in 24
- Fabrizio Manfredi in Sballati d'amore
- Massimiliano Alto ne Il destino nel nome - The Namesake
- Ivo De Palma in How I Met Your Mother
- Alessandro Budroni in New Girl
- Oliviero Cappellini in Speech & Debate
- Christian Iansante in Un uragano all'improvviso
- Daniele Raffaeli in C'era una volta a Los Angeles
- Stefano Alessandroni in American Horror Story

Da doppiatore è stato sostituito da:
- Stefano Annunziato in Helpsters